# 博多湾鉄道汽船デハ1形電車
博多湾鉄道汽船デハ1形電車（はかたわんてつどうきせんデハ1がたでんしゃ）は、西日本鉄道（西鉄）の前身事業者の一つである博多湾鉄道汽船が新製した電車である。
デハ1形（以下「本形式」）には1925年（大正14年）の路線開通に際して新製された木造車と、1929年（昭和4年）の電化完成に際して新製された半鋼製車が存在し、両者の車体外観は全く異なるものであった。
西日本鉄道成立後に実施された車両番号再編に伴って、本形式は仕様の相違によりモ1形およびモ10形の2形式に区分された。

## 沿革
前述の通り、本形式は1925年（大正14年）製の木造客車で、電車化改造を前提として製造されたナハ1形改めデハ1 - 3と、1929年（昭和4年）製の当初より電車として落成したデハ4 - 9の2つのグループに区分される。以下、グループ別に仕様ならびに導入後の変遷について記述する。

### ナハ1 - 3 → デハ1 - 3
和白駅 - 宮地岳駅間が開業した直後の1925年（大正14年）9月に川崎造船所（現在の川崎重工業車両カンパニー）でナハ1形1 - 3として製造された。すでに電化する予定があったことから、運転台設置スペースを確保し、前面に窓を備えており、容易に電車に改造できるいわゆる「電車形客車」であった。車体は木製。前面は3枚窓の平面的な形状で、屋根は丸屋根、側面は両端および中央部に扉を配する3扉構造で扉間に6枚の窓があった（側面窓配置1D6D6D1、D=乗降用扉）。全長14,738mm、全幅2,708mm、ホイールベース2,134mm。
1929年（昭和4年）に宮地岳線が電化された際、出力41kWのウェスティングハウス社製WH-540-J-6電動機を使用して電装し電車化され、デハ1 - 3となった。1941年にデハ2は主電動機が41kW×4基から85kW×2基に変更された。
西鉄となった後の1945年（昭和20年）5月に番号の整理が行われ、同時に記号も湾鉄の「デハ」から西鉄の「モ」に改められた。電動機出力が小さい車両をモ1形、大きい車両をモ10形としたので、以下のように改番された。
- デハ1 → モ1
- デハ2 → モ14
- デハ3 → モ2

モ1は1958年（昭和33年）に鋼体化されたが、元の木造車体から扉や窓ガラスを流用し、床下にはトラスバーも残っていた。ただし側面扉は乗客扱いの形態の関係で中間扉を廃止して両端2扉とし、側面窓配置は1D23332D1（D=乗降用扉）となっている。
続いて1961年（昭和36年）にモ2が九州車輌で鋼体化されたが、これは前年に鋼体化されたモ15と類似した車体形状で、日車標準型に近似し近代化されたスタイルである。ただし台枠を再利用したため車体長はモ15より短い15m級のままで、側面窓の数がモ15に比べ1枚少なくなっている。のちに宮地岳線の木造車が鋼体化された際もモ2とほぼ同様の車体となった。モ14は翌1962年（昭和37年）に鋼体化されている。
1977年（昭和52年）から1980年（昭和55年）にかけて大牟田線から120形・300形・313形が転入したため、すべて廃車となった。廃車日は以下の通り。
- モ1：1977年7月7日（台車はク366に転用）
- モ2：1979年3月28日
- モ14：1980年10月7日

### デハ4 - 9
1929年の電化に合わせて日本車輌製造で製造された半鋼製電車。デハ1 - 3と同様、1D33D33D1（D=乗降用扉）の窓配置を持つ15m級3扉車体であるが、前面は貫通形となった。台車は日本車輌製D-16形台車、電動機は出力48.5kWの三菱電機MB-64-Dを装備している。全長15,248mm、全幅2,730mmで、貫通形と非貫通形の違いはあるものの、車体寸法および外観は小田急1100形に酷似している。
西鉄成立後の1945年に記号が「デハ」から「モ」に改められたが、番号は変更されていない。昭和30年代以降に正面貫通扉が撤去されたほか、側面の中間の扉も撤去され、2扉化された。
1978年から1981年にかけて廃車となった。各車の廃車日は下記の通り。
- モ4：1980年9月22日
- モ5：1981年12月1日
- モ6：1981年12月1日
- モ7：1978年5月30日
- モ8：1981年12月1日
- モ9：1981年12月1日

最後に残ったモ5・6・8・9の廃車により、西鉄から旧博多湾鉄道汽船の車両が消滅した。